# تیم ملی هندبال تایوان
تیم ملی هندبال تایوان ، نماینده چین تایپه در مسابقات بین المللی هندبال است . این تیم شش بار در مسابقات قهرمانی هندبال مردان آسیا شرکت کرده است که آخرین آن در سال ۲۰۰۰ بوده است.

## نتایج در قهرمانی آسیا
- ۱۹۸۷ - هفتم
- ۱۹۸۹ - هفتم
- ۱۹۹۱ - هفتم
- ۱۹۹۳ - دهم
- ۱۹۹۵ - هفتم
- ۲۰۰۰ - چهارم